# Wen Zhengming
Wen Zhengming (chinois : 文徵明 ; pinyin : wén zhēngmíng), calligraphe et poète chinois de la dynastie Ming, né en 1470, et originaire de Suzhou, dans la province du Jiangsu, mort en 1559. Né Wen Bi (文壁), il prit pour nom personnel (zi/字) Zhengming, comme surnom Zhengzhong (徵仲), et comme nom de pinceau (hao/号) Héngshān jūshì (衡山居士).
Considéré comme un des quatre maîtres de son époque, Wen Zhengming est celui dont l'attitude artistique en incarne le mieux l'idéal lettré, tant par son caractère, intransigeant sur les questions d'intégrité, que par ses œuvres littéraires, calligraphiques et picturales. C'est avec Shen Zhou son maître, une des figures dominantes de l'école de Wu et de la peinture chinoise dans la première moitié du XVIe siècle.

## Biographie
Wen Zhengming appartient à une famille de lettrés-fonctionnaires qui descendent de Wen Tianxiang (1236-1282), duc de Xingguo, un héros national qui s'est illustré à la fin des Song. Son père a exercé les fonctions de préfet au Zhejiang.
Dans un premier temps, le jeune Wen ne manifeste guère d'intelligence. Il est élevé dans un confucianisme austère, mais dans un milieu cultivé. Son père, Wen Lin, un administrateur local, lui donne les professeurs les plus réputés parmi les lettrés de Suzhou. À l'âge de neuf ans, Wen étudie les classiques sous la direction de Chen Kuan ; à dix-neuf, il étudie la poésie et la calligraphie  sous l'égide de Wu Kuan (1435-1504), ami de Li Yinzheng (1431-1493)  et, à vingt ans, la peinture avec Shen Zhou,. Néanmoins, il échoue à plusieurs reprises aux examens d'État. Il obtient des fonctions honorifiques à l'Académie Hanlin, à Pékin : nommé peintre «attendant les ordres», de l'empereur au Hanlin Yuan, il participe à la rédaction de l'histoire des Yuan. L'explication des classiques et des livres d'histoire est l'une de ses tâches. Il se lasse de ce mode d'activité et, après avoir servi environ cinq années à la capitale (1505-1510), il propose sa démission, qu'il finit par obtenir et rentre chez lui à Suzhou, qu'il ne quitte plus. 
Il s'adonne alors surtout à la peinture et parvient à l'apogée de son art et de sa réputation. La plupart des œuvres qui nous sont parvenues datent de 1528 à 1558, mais dès le milieu de la période Ming, voire de son vivant, elles sont extrêmement copiées.
Pendant les trente à trente-cinq ans qu'il vit à Suzhou après son retour de Pékin, il se consacre à la peinture. Instruit par certaines expériences du danger que représentent les contacts avec les princes impériaux et le milieu des eunuques, il ferme sa porte aux grands, aux hauts fonctionnaires, aux riches marchands, alors qu'il l'ouvre aux lettrés. Il aime à recevoir des amis. Avec eux, il boit du thé, brûle de l'encens, parle de peinture et de calligraphie, examine des objets antiques et des pierres étranges.
Personnage introspectif, de nature réservée et conservatrice, Wen est, en art, un éclectique, érudit et archéologue. Ce qui le mène à interpréter, avec une particulière méticulosité, différents maîtres, des maîtres anciens comme Dong Yuan, Juran, Guo Xi, Li Tang, Li Cheng, antérieurs ou contemporains des Song, mais aussi Zhao Mengfu et les quatre grands maîtres Yuan, et avec tous ces maîtres mais sans abandonner son originalité propre. Shen Zhou lui sert souvent d'intermédiaire pictural ou spirituel avec les maîtres anciens, comme s'il s'en inspirait à travers la vision que Shen en avait eue.
Aussi la peinture semble devenir avec lui une recherche intellectuelle, une conversation cultivée avec le passé, sa personnalité s'exprimant dans sa manière individuelle d'approcher et de juger les styles anciens. C'est en cela qu'il peut être considéré comme l'un des fondateurs du style lettré (wenren) en peinture : son pinceau exprime plutôt des sentiments que des idées. On peut déceler dans son œuvre certains aspects de sa personnalité, en particulier qui s'exprime dans des paysages harmonieux, dans un style réservé, clair, intellectuel, d'une écriture élaborée, à l'encre sèche ; peintures qui sont fréquemment centrées sur un ou plusieurs personnages, tel un poète méditant, un pêcheur accostant, quelques lettrés en conversation.

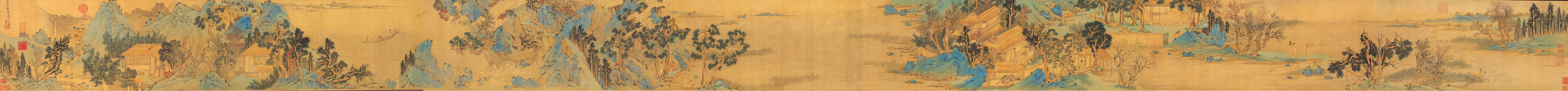
Wen Zhengming. Copie de la "Seconde ode à la Falaise rouge" de Zhao Bosu. 1548, encre et couleurs sur soie,. Musée National du Palais, Taipei. Peinture narrative en sept scènes. Paysage dans le style bleu et vert.

Moins considérable que celle de Shen Zhou, son œuvre est néanmoins très importante. Deux cents peintures de sa main sont conservées. Beaucoup portent une date qui permet de les situer et de retracer l'évolution artistique de leur auteur. D'après le Wenjia xinglüe, « il ne se préoccupe guère des habituelles manières de copier et d'imiter. Cependant, quand il voit de belles œuvres peintes par d'anciens maîtres, un regard lui suffit pour saisir les idées [qu'elles expriment]. Il a pour maître son propre cœur ».
Il saisit l'esprit des anciens maîtres, mais il ne les étudie pas d'aussi près que Shen Zhou. L'une de ses premières peintures porte l'empreinte de Huang Gongwang, une autre celle de Mi Fu ou de Gao Kegong; ceci confirme certains textes qui parlent de peintures où l'artiste, encore jeune, combine dives styles par jeu. Quand le sien se forme enfin, il se fonde sur ceux des trois grands maîtres : Li Tang, Zhao Mengfu et Wu Zhen. L'influence de ce dernier est surtout sensible dans les peintures de bambous et de fleurs de jardin avec des pierres étranges faites à la manière de l'esquisse.
Celle de Li Tang se lit dans les plis de montagnes et le profil tranchant de la roche, tracé avec un «pinceau sec et serré». L'influence de Wu Zhen semble s'exercer sur Zhengming à travers la transposition que Shen Zhou a fait du peintre Yuan. Il s'émeut devant une peinture faite par Shen Zhou d'après une œuvre de Wu Zhen, il étudie aussi Ni Zan et Wang Meng. Il ne parvient pas cependant à rendre l'impression de solitude que Ni Zan a si fortement exprimé.
Zhengming semble être homme de pensée et de réflexion plus que poète. En avançant en âge, sa recherche se porte toujours davantage vers le sens profond des phénomènes naturels et l'incite à plus d'indépendance. En même temps semble se développer chez lui l'intérêt pour le génie puissant et la technique complexe de Wang Meng. Comme ce dernier, Wen Zhengming s'attache à rendre ce qu'il voit et à traduire graphiquement ce qu'il éprouve en présence de certains aspects de la nature.
Comme Wang Meng, il est d'abord peintre. à 79 ans, en 1549, il peint Pins et cyprès à la cascade (Taipei (Nat. Palace Mus.), un des chefs-d'œuvre d'une vigueur étrange. La peinture est haute et étroite. Au pied d'un mur montagneux qui se dresse jusqu'au sommet du lé de soie, des branches de genévriers se tordent et s'entremêlent. De ce chaos jaillissent, jusqu'aux hautes pointes de la montagne, de vieux troncs écailleux. En haut des troncs, reprend et s'accentue le mouvement tortueux des branches. Le regard est ainsi conduit vers une cascade qui dévale d'une anfractuosité de la cime jusqu'au pied du mur rocheux, coulée de vide dure comme le tranchant d'un sabre.
Nous sommes aux antipodes du décor aéré de la peinture Song, mais face à une œuvre rauque, grinçante même, dont la violence calligraphique est mise en valeur par des couleurs sombres. Sa renommée de calligraphe est, de son temps, à l'égal de sa réputation de peintre, et là encore, il continue l'éclectisme raffiné de Zhao Mengfu, en se tournant vers le grand maître du IVe siècle, Wang Xizhi (307-365).
Le peintre reprend plusieurs fois dans sa vieillesse le thème des genévriers associés à la roche. Les arbres sont courbes et tordus par l'âge, la roche crevassée dessine des formes fantastiques, un ruisseau sinue dans la pierre. Il communique au pinceau sa propre vigueur. Il a pour amis des hommes éminents en littérature, en poésie, en calligraphie. Son exigence morale, son austérité, la sévérité de sa vie sont connues. La rigueur de son caractère témoigne en faveur de Tang Yin qu'il garde en ami en dépit du scandale de l'examen cassé. Cette force d'âme semble croitre avec l'âge. À 80 ans, le corps vieillissant, elle reste intacte et se fait même plus résolue, plus fière.
Wen trace une inscription sur une tablette quand la vie le quitte. Brusquement, son pinceau s'arrête. «Il meurt aussi heureux qu'un papillon. Les gens disent qu'il ne meurt pas, mais devient immortel».
Wen enfin est un remarquable professeur, qui forme et influence la plupart des peintres de Suzhou de la seconde moitié du XVIe siècle, parmi lesquels Wen Jia (1501-1583), Wen Boren (1502-vers 1575) et Qian Gu (1508- après 1574).

### Quelques peintures

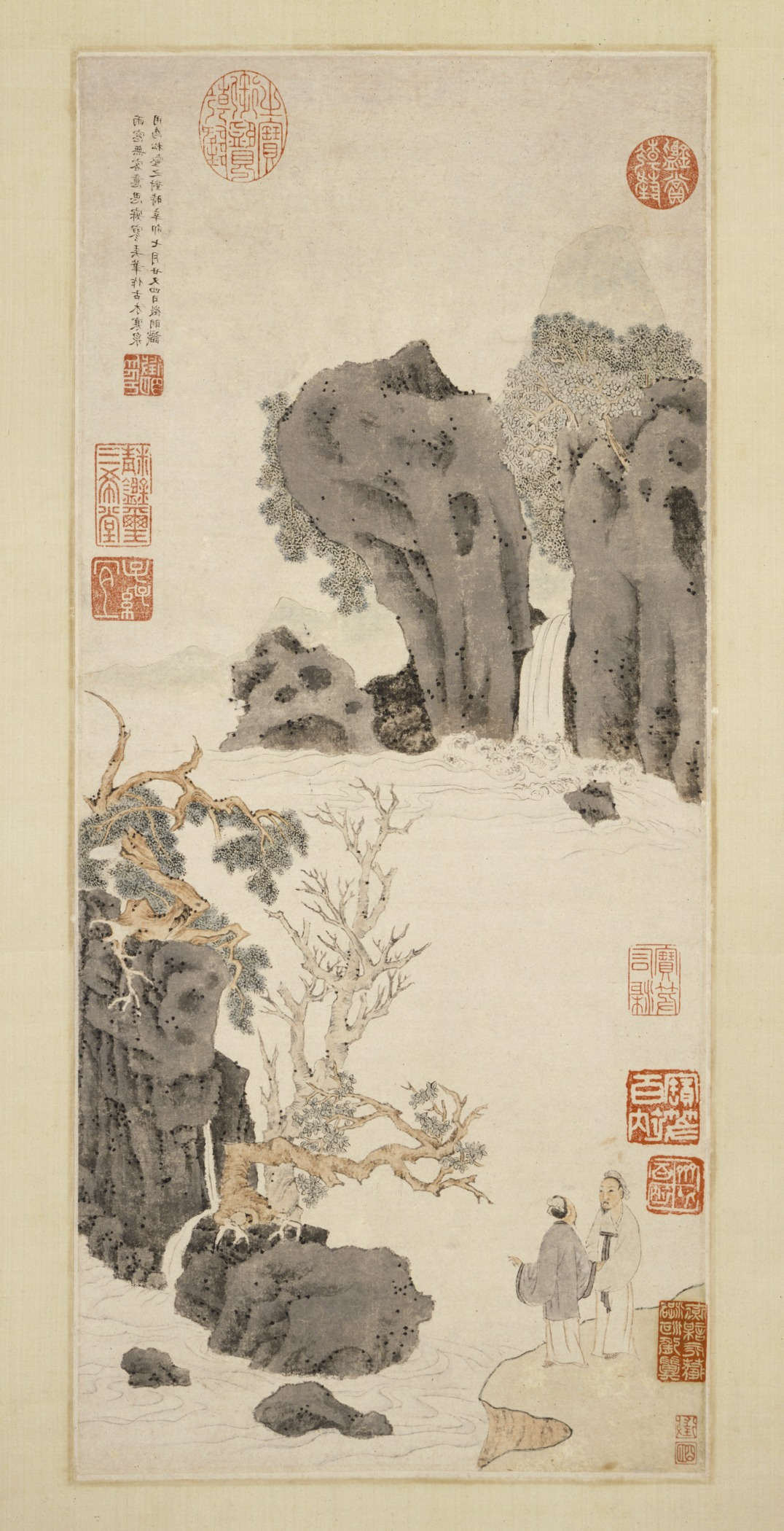
Wen Zhengming, 1531. Vieux arbres près d'une cascade froide. Encre et couleurs sur papier, 54,6 x 24,7 cm. LACMA
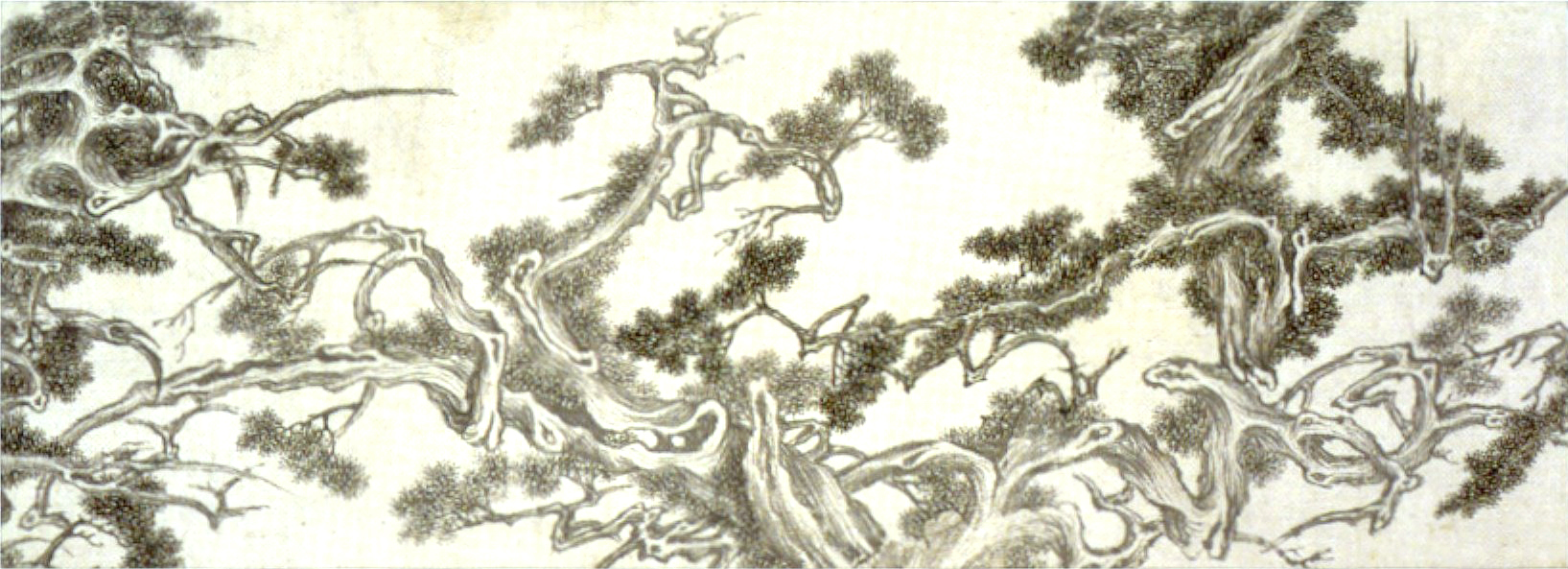
Wen Zhengming, 1532. Les sept genèvriers (détail). Encre et couleurs légères sur papier. Honolulu Museum of Art
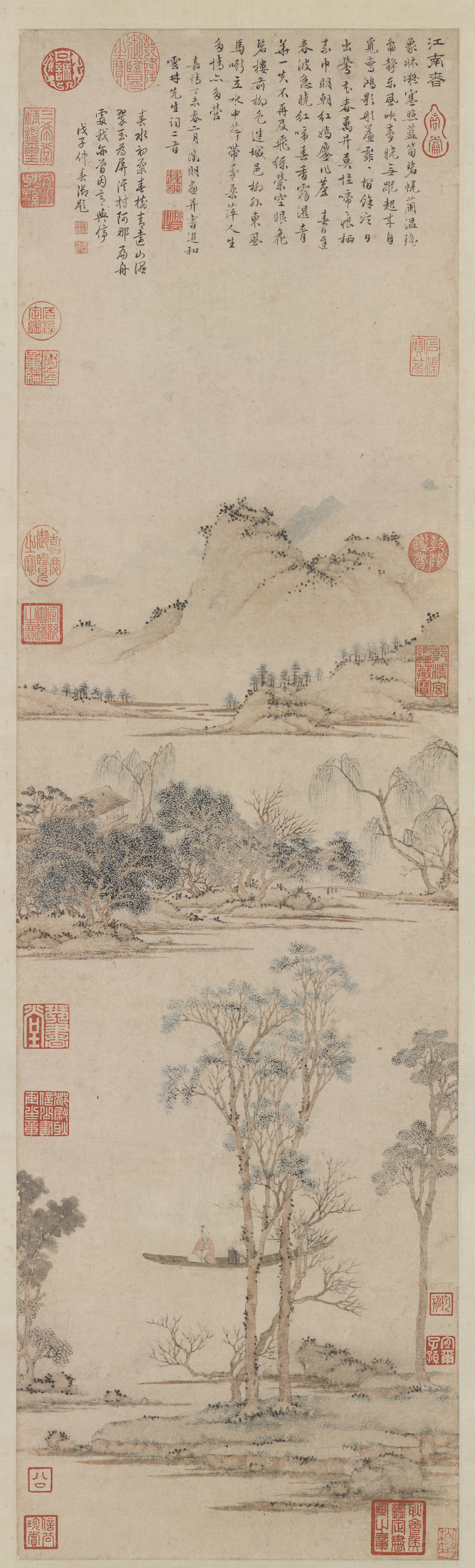
Wen Zhengming. 1547. Printemps à Kiangnan. Encre et couleurs légères, papier. H. 106, Musée national du Palais
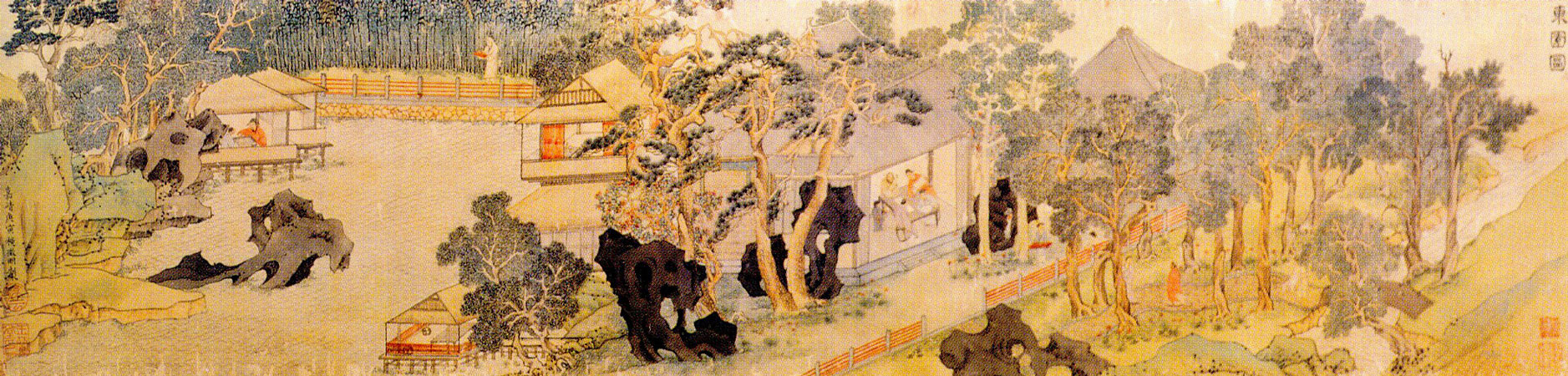
Wen Zhengming. Vue du jardin de l’Est. 1530. Rouleau portatif, encre et couleurs sur soie, 30,2 x 126 cm. Musée du Palais
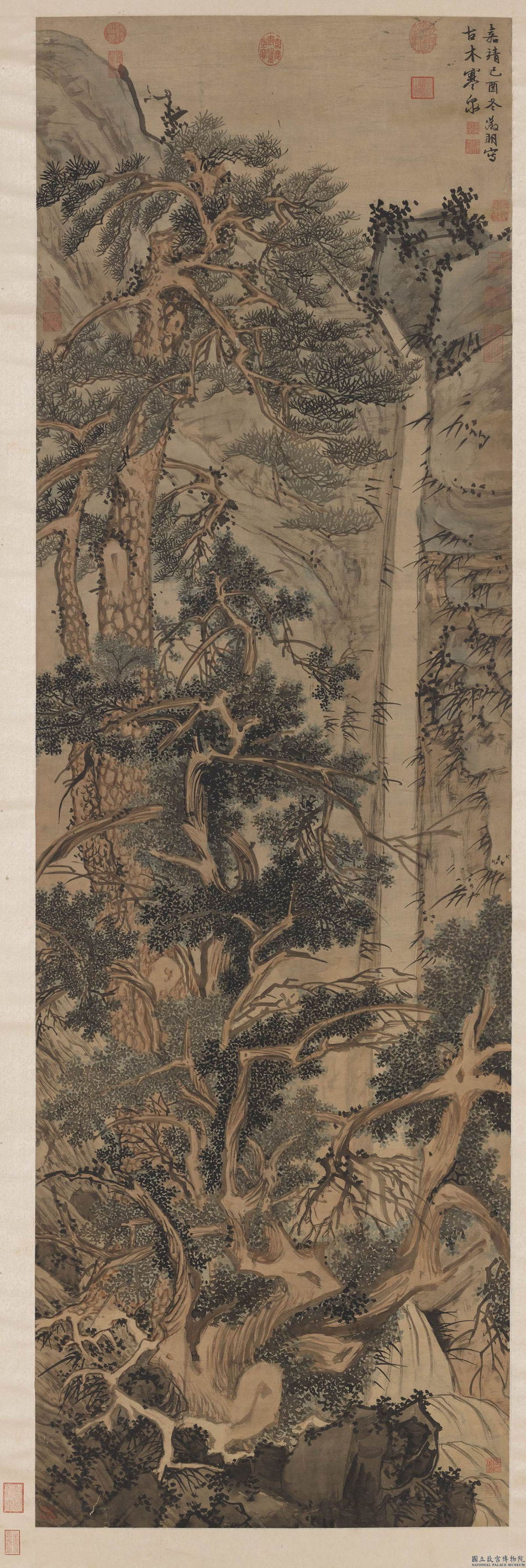
Wen Zhengming. Vieux arbres près d'une froide cascade, 1549. Rouleau vertical, encre et couleurs ur soie, 194,1 × 59,3 cm. Musée national du Palais
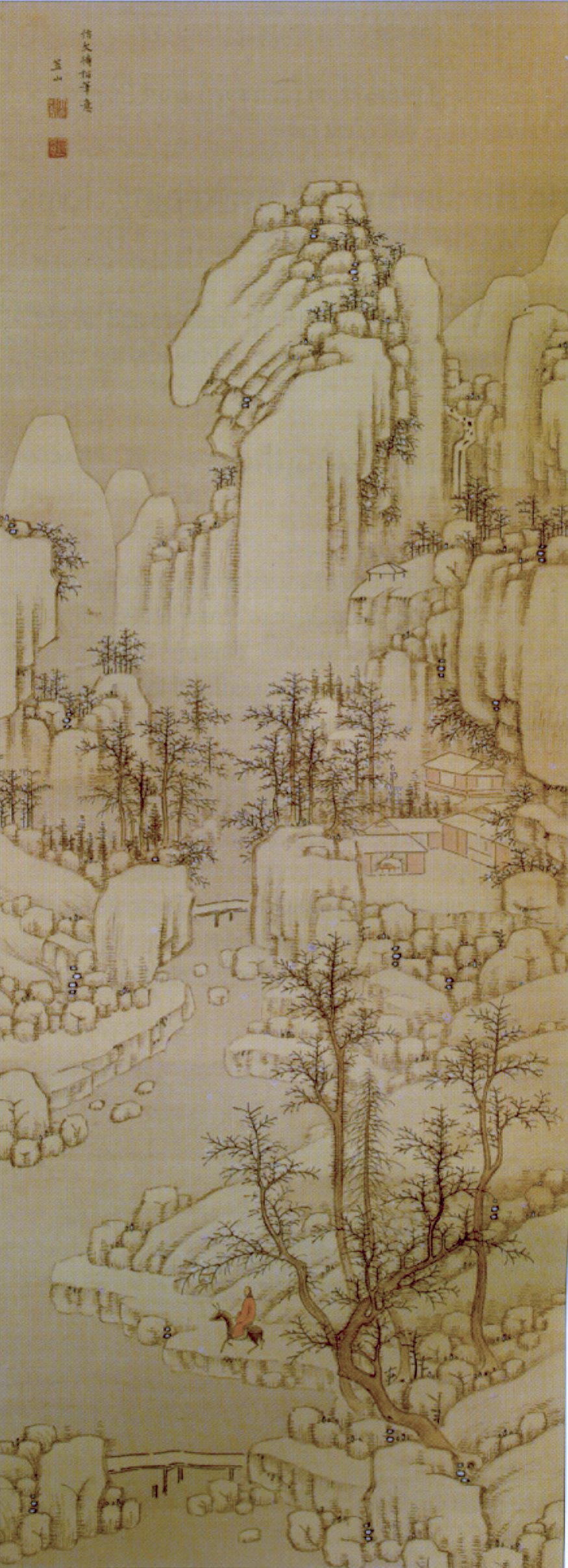
Paysage d'hiver dans le style de Wen Zhengming, par Ôkura Ryûzan (Japon, XIXe siècle)
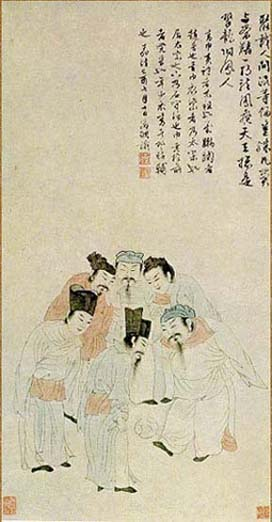
Wen Zhengming. Le jeu de cuju

## Musées
- Boston (musée des beaux-arts) :

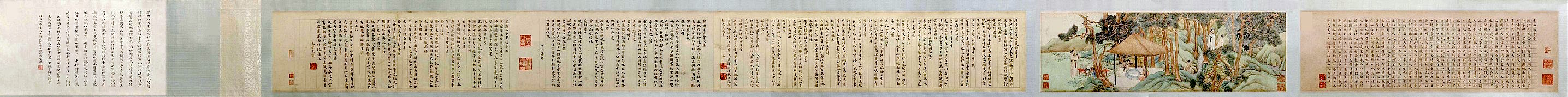
Wen Zhengming, 1518. Le thé à Huishan.

  - Fermes au bord d'une rivière de montagne, poème du peintre.
- Chicago (Institut d'art de Chicago) :
  - Automne dans les montagnes, rouleau en longueur signé, dans le style de Ni Zan.
- Honolulu (Acad. of Art) :
  - Sept genévriers, d'après Zhao Mengfu daté 1532, rouleau en longueur signé, colophon de « Chen Shun Daofu » daté 1538.
- Kansas City (Nelson Gal. of Art) :
  - Cyprès et vieux rochers, daté 1550, rouleau en longueur, encre sur papier, poème du peintre et plusieurs colophons d'amis.

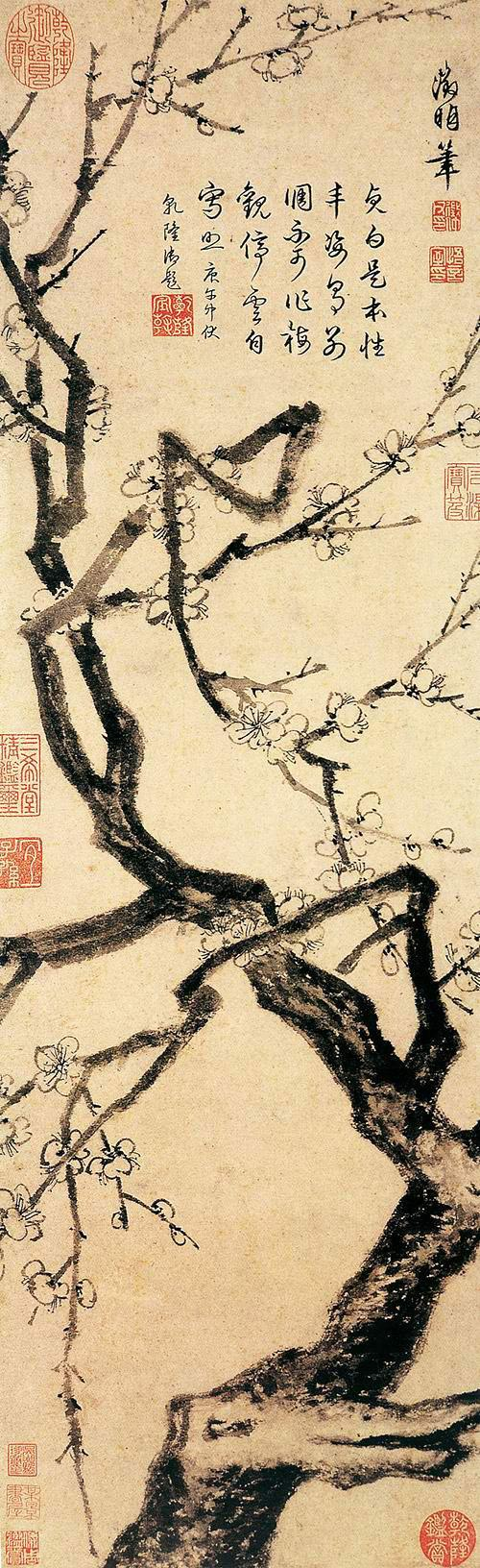
Wen Zhengming

- - Tempête sur le lac, daté 1516, illustration de deux lignes de poésie de l'époque Tang, feuille d'album, inscription de peintre.
- Londres (British Museum) :
  - Rivière dans une vallée avec des pêcheurs et de petites maisons, daté 1540, long rouleau en longueur signé.
- Los Angeles (County Mus.) :
  - Paysage à la cascade, colophon du peintre daté 1531.
- New York (Metropolitan Museum of Art) :
  - Paysage de rivière sous la pluie, éventail, poème du peintre.
- Osaka (mun. Mus.) :
  - Jardin avec un rocher et de grandes chrysanthèmes, daté 1512.
- Paris (musée Guimet) :
  - Petit paysage de montagne, daté 1508, encre sur papier, inscription du peintre.
  - Rocher et orchidée, encre sur papier, rouleau vertical.
  - Magnolia nain près d'un rocher, daté 1551, rouleau en hauteur, couleurs sur papier.
- Pékin (Mus. du Palais) :

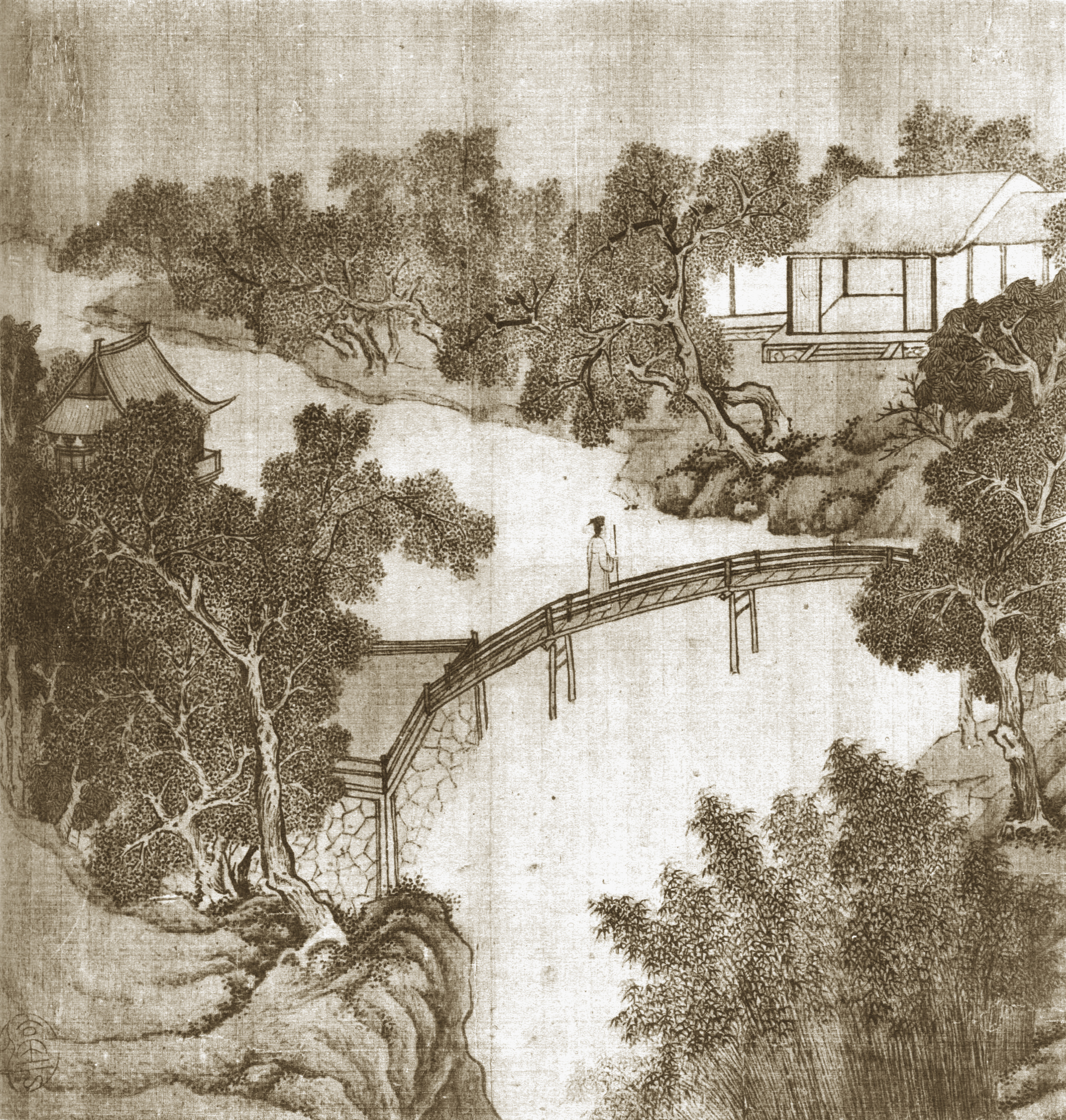
Wen Zhengming. (Jardin du Modeste administrateur, Suzhou)

- - La Déesse de la Rivière Xiang et sa suivante, daté 1517.
  - Jardin au clair de lune, daté 1532, poème du peintre.
- Princeton (University Art Mus.) :
  - Paysage de rivière, feuille d'album signée.
- Shanghai :
  - Grands arbres à la fin du printemps, rouleau en hauteur, couleurs sur soie.
  - De retour à travers le village sous une neige légère, rouleau en hauteur, couleur sur soie.
  - Vue du mont Tian Ping, rouleau en hauteur, encre sur papier.
  - vieux arbres dans la brume, rouleau en hauteur, encre sur papier.
  - Chaumière près de la rivière Tiao, rouleau en longueur, encre sur soie.
  - Le Studio Zhen Shang, daté 1549, rouleau en longueur, couleur sur papier.
  - Paysages et fleurs, couleur sur papier.
- Stockholm (Nat. Mus.) :
  - Frêle bambou et arbres nus près d'un rocher, daté 1533, poème du peintre.
  - Paysage de rivière, rouleau en longueur signé.
  - La falaise rouge, rouleau en longueur, illustration du poème de Su Dongpo.
- Taipei (Mus. Nat. du Palais) :
  - Pins et cyprès à la cascade, daté 1549, rouleau en hauteur, encre et couleurs sur soie.
  - Bambou et orchidée, encre sur papier, feuille d'album.
  - Lettrés dans une gorge isolée, daté 1519, rouleau en hauteur signé, encre et couleurs légères sur papier.
  - Printemps au Jiangnan, daté 1547, rouleau en hauteur signé, encre et couleurs sur papier.
  - En marchand avec un bâton à l'ombre des pins, daté 1535, rouleau en hauteur, encre sur papier.
  - Duluo Yuan, (Jardin du Bonheur solitaire) daté 1558.
  - Montagnes gelées dans la neige et le vent, encre et couleur sur soie, rouleau en hauteur.
  - En regardant le ruisseau, assis sous les pins, rouleau en hauteur, encre et couleurs sur soie.
  - En regardant le ruisseau, assis sous les pins, rouleau en hauteur, encre sur papier.
  - Lettrés dans un paysage, rouleau en longueur, couleur sur soie.
- Washington (Freer Gallery of Art) :
  - Brume sur la rivière, signé et daté 1536, rouleau en longueur.
  - Chrysanthèmes et pins, daté 1541, rouleau en longueur signé, colophon du peintre.
  - La Falaise rouge, daté 1552, rouleau en longueur, illustration du poème de Su Dongpo.